# Rolf Lappert

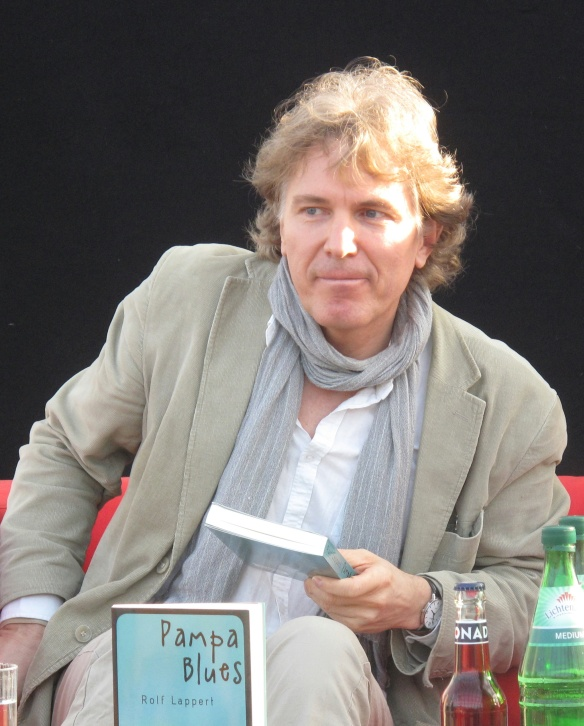
Rolf Lappert auf der Leipziger Buchmesse (2012)

Rolf Lappert (* 21. Dezember 1958 in Zürich) ist ein Schweizer Schriftsteller. 2008 wurde er mit seinem Roman Nach Hause schwimmen einem breiteren Publikum im deutschsprachigen Raum bekannt.

## Leben und Wirken
Rolf Lappert wuchs gemeinsam mit einem Bruder bei Zofingen und in Olten auf. Nach der Schule machte er eine Ausbildung als Grafiker, begann aber bereits mit 20 Jahren, Kurzgeschichten, Romane und Gedichte zu verfassen. Er lebte eine Zeitlang in Frankreich und unternahm viele Reisen nach Asien, in die Karibik und in die USA. Ab 2000 wohnte er in der irischen Stadt Listowel. Ende 2011 ist er in die Schweiz zurückgekehrt. Er ist Onkel und Taufpate der Schweizer Schriftstellerin Simone Lappert. 

### Arbeitsleben
Anfang der 1980er Jahre legte Rolf Lappert mit Folgende Tage (1982) seinen ersten Roman vor. Diesem folgte 1984 der zweite Roman Passer, mit Die Erotik der Hotelzimmer (1982) und Im Blickfeld des Schwimmers (1986) veröffentlichte er zwei Gedichtbände. Daneben schrieb er auch Beiträge für Anthologien, Literaturzeitschriften, Zeitungen und Magazine.
Zwischenzeitlich unterbrach Lappert das Schreiben, um gemeinsam mit einem Freund den Jazzclub Moonwalker Music Club im ehemaligen Kino Krone in Aarburg zu gründen, für den er auch das Logo entwarf. Erst Mitte der 1990er Jahre legte er mit Der Himmel der perfekten Poeten erneut einen Roman vor. In diesem wählt Lappert als Schauplatz ein Motel in der Wüste Arizonas, in dem vier italienische Dichter einen Stipendiatenaufenthalt mit Trinkgelagen in depressiver Melancholie verbringen und den alten und gehbehinderten Gründer der Literaturstiftung mit erdichteten brutalen Pornos und Schauergeschichten über Tierquälerei und Kindesmisshandlung erschrecken. Der Roman, der erste Teil seiner Amerikanischen Trilogie, stand im Zeichen seines Vorgängerwerkes Passer und präsentierte den Schweizer als Geschichtenerzähler an der Oberfläche, in der seine Figuren lediglich durch die hochdifferenzierte Beschreibung ihrer Tätigkeiten fassbar werden.
Ein Jahr später erhielt er für den Roman Die Gesänge der Verlierer (1995) den Preis der Schweizerischen Schillerstiftung. In diesem widmete sich Lappert seiner grossen Leidenschaft, der Musik, und erzählte die Geschichte des Londoner Musikjournalisten und Rockbandmanagers Tyler, den es auf die Suche nach einem verschwundenen exzentrischen Sänger in den Süden der USA verschlägt, wo er zu sich selbst findet. Die Kritik lobte das Werk als «mit grossem Atem und melancholischem Ton geschriebenen Roman, der sich […] in die bedeutenden Amerikabücher schweizerischer Provenienz von Frisch bis Federspiel» einreihe.
Im September 1996 besuchte er das vom Schweizer Fernsehen finanzierte Sitcom-Autorenseminar von Charles Lewinsky und schrieb daraufhin die Drehbücher zur ab 1997 ausgestrahlten Serie Mannezimmer. Als Ergänzung zum etablierten Format Fascht e Familie gedacht, ging es in der erfolgreichen Serie um einen turbulenten Männerhaushalt. Daraufhin arbeitete Lappert bis 2004 als Drehbuchautor für das Schweizer Fernsehen und stellte die Arbeit am dritten Band seiner Amerikanischen Trilogie vorübergehend ein.
Im Jahr 2008 erschien Nach Hause schwimmen. In Lapperts fünftem Roman steht der kleingewachsene 20-jährige Amerikaner Wilbur Sandberg im Mittelpunkt, der nach dem Tod der irischen Mutter und dem Weggang des schwedischen Vaters eine leidvolle Odyssee in Kinderheimen und bei Pflegeeltern erdulden muss, ehe er von seinen Grosseltern nach Irland geholt wird. Die Geschichte des vom Unglück gebeutelten, selbstmordgefährdeten Antihelden stellte den bisher grössten Erfolg in Lapperts Karriere dar, wurde von der deutschsprachigen Kritik gefeiert und dank dem lakonischen Grundton und skurrilen Einfällen mit Werken von so bekannten amerikanischen Autoren wie John Irving verglichen. 2008 stand Nach Hause schwimmen zusammen mit fünf anderen Werken im Finale um den Deutschen Buchpreis. Wenige Wochen später wurde der Roman mit dem erstmals verliehenen Schweizer Buchpreis ausgezeichnet.
Im August 2010 folgte mit Auf den Inseln des letzten Lichts sein sechster Roman. Im Februar 2012 erschien sein erstes Jugendbuch, der Roman Pampa-Blues, wofür er den Oldenburger Kinder- und Jugendbuchpreis 2012 und den Jugendbuchpreis Goldene Leslie 2013 erhielt. Der 2015 erschienene Roman Über den Winter wurde wieder für den Deutschen Buchpreis nominiert; Lappert erreichte mit ihm erneut die Shortlist der finalen sechs Nominierungen.

## Werke

### Romane
- Folgende Tage. Nachtmaschine, Basel 1982, ISBN 3-85816-033-4.
- Passer. Nachtmaschine, Basel 1984, ISBN 3-85816-052-0.
- Der Himmel der perfekten Poeten. Nagel & Kimche, Zürich 1994, ISBN 3-312-00194-3; dtv, München 2010, ISBN 978-3-423-13935-9.
- Die Gesänge der Verlierer. Nagel & Kimche, Zürich 1995, ISBN 3-312-00202-8; dtv, München 2009, ISBN 978-3-423-13813-0.
- Nach Hause schwimmen. Hanser, München 2008, ISBN 978-3-446-20992-3; dtv, München 2009, ISBN 978-3-423-13830-7.
- Auf den Inseln des letzten Lichts. Hanser, München 2010, ISBN 978-3-446-23556-4; dtv, München 2012, ISBN 978-3-423-14095-9.
- Über den Winter. Hanser, München 2015, ISBN 978-3-446-24905-9.
- Leben ist ein unregelmäßiges Verb. Hanser, München 2020, ISBN 978-3-446-26756-5.[10]

### Lyrik
- Die Erotik der Hotelzimmer. Nachtmaschine, Basel 1982, ISBN 3-85816-039-3.
- Im Blickfeld des Schwimmers. Nachtmaschine, Basel 1986, ISBN 3-85816-070-9.

### Jugendbücher
- Pampa-Blues. Jugendroman. Hanser, München 2012, ISBN 978-3-446-23895-4.

### Drehbücher
- 1997–2001: Mannezimmer (Fernsehserie)